# Liste von Bergen im Nationalpark Kellerwald-Edersee
Die Liste von Bergen im Nationalpark Kellerwald-Edersee enthält, nahezu komplett, Berge und Erhebungen sowie deren Ausläufer des im Landkreis Waldeck-Frankenberg in Hessen (Deutschland) gelegenen Nationalparks Kellerwald-Edersee. Der Park liegt im Kellerwald, einem Teil des Rheinischen Schiefergebirges.  In der zur naturräumlichen Haupteinheitengruppe Westhessisches Bergland gehörenden Haupteinheit Kellerwald (Nr. 344) breitet er sich in den Untereinheiten Große Hardt (344.3; Hauptteil), Ederseetrog (344.4; Nordausläufer) und Wildunger Bergland (344.2; Ostausläufer) aus.
Alle in der Liste genannten Objekte befinden sich im Naturpark Kellerwald-Edersee, der überwiegend südlich des Edersees und mit Kleinteilen nördlich des Stausees liegt und den südlich des Stausees gelegenen Nationalpark Kellerwald-Edersee enthält; der Nationalpark deckt sich etwa mit dem Gebiet der Ederhöhen (auch Ederberge genannt).
Siehe auch diese Listen:
– Berge des Kellerwalds
– Berge und Erhebungen in Hessen

## Bergliste
Sechs Spalten der in der Ausgangsansicht absteigend nach Höhe in Meter (m) über Normalhöhennull (NHN; wenn nicht anders angegeben laut BfN) sortierten Tabelle sind durch Klick auf die Symbole bei ihren Spaltenüberschriften sortierbar.
Spaltenerläuterungen
Berg, Erhebung, Ausläufer
In dieser Spalte sind Alternativnamen in Klammern gesetzt, kleingedruckt und kursiv geschrieben. Erhebungen, die aufgrund ihrer Dominanz und Prominenz keine eigenständigen Berge darstellen, sind mit dem Kürzel „Nk“ = Nebenkuppe gekennzeichnet, und zudem ist dort der Berg, dessen Ausläufer sie darstellen, genannt.
Naturraum/Naturräume und Nr./Nrn.
In dieser Spalte ist/sind die Naturraumeinheit/en genannt, in welcher/n der Gipfel liegt; dort befindet/en sich bei in mehreren Einheiten gelegenen Objekten (sofern deren Gipfel nicht genau auf der Grenze liegt) in kleiner Schrift die angrenzende/n Einheit/en. In der rechts benachbarten Spalte ist/sind die dazugehörige/n Naturraum-Nummer/n aufgeführt.
Lage
In dieser Spalte ist/sind bei einem Objekt bei dem mindestens zwei Gemeinden gelistet sind, die Gemeinde/n, in deren Gebiet der Gipfel (sofern sich dieser nicht genau auf der Grenze befindet) liegt, fettgedruckt.
WO/OW
Diese Spalte dient der Sortierungsmöglichkeit der Objekte etwa in den Richtungen West-Ost (WO) und/oder Ost-West (OW). Vom Tabellenbeginn zum -ende stehen abwärts betrachtet die Nummern 1 bis 53 für die West-Ost-Richtung und 53 bis 1 für Ost-West-Richtung!
Abkürzungen
Die in der Tabelle verwendeten Abkürzungen sind unten erläutert.
| Berg, Erhebung, Ausläufer (Geo-Koordinaten)     | Höhe (m)      | Naturraum/ Naturräume           | Nr./ Nrn.    | Lage: Gemeinde/n – Ortschaft/en (bei/zwischen)                                               | Ort von (Lage in/mit NSG; Sehenswürdigkeiten; Gewässer/-quellen) | WO/ OW | Bild |
| ----------------------------------------------- | ------------- | ------------------------------- | ------------ | -------------------------------------------------------------------------------------------- | --- | ------ | --- |
| Traddelkopf (⊙)                                 | 626,4         | Große Hardt                     | 344.3        | Bad Wildungen – Frebershausen Edertal – Gellershausen                                        | hoher Anteil an Altbuchenwäldern | 18     | |
| Ahornkopf (Traddelkopf-Nk) (⊙)                  | 604,1         | Große Hardt                     | 344.3        | Bad Wildungen – Frebershausen Edertal – Gellershausen Frankenau – Altenlotheim               | NSG Ruhlauber (n), hoher Anteil an Altbuchenwäldern | 19     | |
| Dicker Kopf (⊙)                                 | 603,7         | Große Hardt                     | 344.3        | Edertal – Bringhausen – Gellershausen – Hemfurth – Kleinern                                  | hoher Anteil an Altbuchenwald; Q: Keßbach, Q: Eschelbach | 45     | |
| Talgang (⊙)                                     | 566,1         | Große Hardt                     | 344.3        | Bad Wildungen – Frebershausen Frankenau – Altenlotheim – Frankenau (Ko)                      | | 33     | |
| Locheiche (⊙)                                   | 557,3         | Große Hardt                     | 344.3        | Bad Wildungen – Frebershausen Edertal – Bringhausen – Gellershausen                          | Q: Klingesebach Q: Kleine Küche | 17     | |
| Battenberg (Ahornkopf-Nk) (⊙)                   | 550,2         | Große Hardt                     | 344.3        | Bad Wildungen – Frebershausen                                                                | Q: Banfebach (Banferbach) (n) | 32     | |
| Quernst (Talgang-Nk) (⊙)                        | 545           | Große Hardt                     | 344.3        | Frankenau – Altenlotheim – Frankenau (Ko) Bad Wildungen – Frebershausen                      | Quernstkirche (Ruine; 534,9 m; n); Quernstkapelle (n), Langenort (Westflankenflur); Q: Banfebach (Banferbach) (n)                                                              | 34     | |
| Ochsenwurzelskopf (⊙)                           | 542,2         | Große Hardt                     | 344.3        | Edertal – Bringhausen – Hemfurth                                                             | Edersee, „Oberbecken Waldeck II“ → Pumpspeicherwerke Waldeck | 41     | |
| Ermerod (⊙)                                     | 539,2         | Große Hardt                     | 344.3        | Edertal – Bringhausen – Kleinern                                                             | Gipfelregion abgetragen für das „Oberbecken Waldeck II“ Pumpspeicherwerke Waldeck (Kavernenkraftwerk „Waldeck II“) siehe auch bei 506,6 m: Peterskopf Q: Heimbach, Q: Mellbach | 42     | |
| Friedrichskopf (Talgang-Nk) (⊙)                 | 528,5         | Große Hardt                     | 344.3        | Bad Wildungen – Frebershausen Frankenau – Frankenau (Ko)                                     | | 35     | |
| Elmsberg (⊙)                                    | 526,7         | Große Hardt                     | 344.3        | Edertal – Bringhausen – Gellershausen – Hemfurth – Kleinern                                  | | 48     | Blick von Südosten über Kleinern im Wesebachtal hinweg zum Elmsberg (links)                                                  |
| Himmelreich (Friedrichskopf-Nk) (⊙)             | 524,8         | Große Hardt                     | 344.3        | Bad Wildungen – Frebershausen Frankenau – Frankenau (Ko)                                     | Friedrichskopf-Nordkuppe, Dehnerts Grab | 36     | |
| Lingenkopf Südostkuppe: Nordwestkuppe: (⊙)      | 507 500,2     | Große Hardt                     | 344.3        | Bad Wildungen – Frebershausen Edertal – Bringhausen – Gellershausen Vöhl – Asel-Süd          | Bathildishütte; Q: Große Küche | 16     | |
| Peterskopf (⊙)                                  | 506,6         | Große Hardt                     | 344.3        | Edertal – Bringhausen – Kleinern                                                             | „Oberbecken Waldeck I“ Pumpspeicherwerke Waldeck (Kavernenkraftwerk „Waldeck I“) siehe auch bei 539,2 m: Ermerod; Affolderner See, Q: Heimbach                                 | 44     | Blick über den Affolderner See westwärts zum Peterskopf (mittig); mit Eulen- und Jürgenkopf (links) und Blauem Kopf (rechts) |
| Hainchen (⊙)                                    | 498,7         | Große Hardt                     | 344.3        | Frankenau – Altenlotheim                                                                     | | 27     | |
| Quernsberg (⊙)                                  | 498,1         | Große Hardt                     | 344.3        | Frankenau – Altenlotheim                                                                     | | 28     | |
| Bracht Südkuppe: Nordkuppe: (⊙)                 | 498 480,2     | Große Hardt                     | 344.3        | Vöhl – Schmittlotheim                                                                        | Q: Elsbach (n), Q: Bärenbach (n) | 21     | |
| Himbeerkopf (⊙)                                 | 491,5         | Große Hardt                     | 344.3        | Bad Wildungen – Frebershausen Frankenau – Altenlotheim Vöhl – Asel-Süd – Schmittlotheim      | hoher Anteil an Buchendickungen | 15     | |
| Geismarsberg (⊙)                                | 490           | Große Hardt                     | 344.3        | Frankenau – Altenlotheim Bad Wildungen – Frebershausen                                       | | 20     | |
| Kronberg (s. a. Kornberg) (⊙)                   | 487           | Große Hardt                     | 344.3        | Frankenau – Altenlotheim                                                                     | Q: Mühlenbach | 23     | |
| Bösenberg (⊙)                                   | 483           | Große Hardt                     | 344.3        | Frankenau – Altenlotheim                                                                     | | 26     | |
| Ascherberg (Bösenberg-Nk) (⊙)                   | 479,1         | Große Hardt                     | 344.3        | Frankenau – Altenlotheim                                                                     | | 25     | |
| Daudenberg (⊙)                                  | 464,8         | Große Hardt                     | 344.3        | Edertal – Bringhausen                                                                        | Blockschutthalde, Linden-Eschen-Schluchtwald, Kruhöffers Grab (Sauermilchplatz)                                                                                                | 11     | |
| Im Gebrannten Südostkuppe: Nordwestkuppe: (⊙)   | 464,8 459     | Große Hardt                     | 344.3        | Vöhl – Asel-Süd – Kirchlotheim – Schmittlotheim                                              | Q: Elsbach (n), Q: Quellbach zum Hundsbach | 04     | |
| Stürtzelskopf (⊙)                               | 461,7         | Große Hardt                     | 344.3        | Edertal – Hemfurth – Kleinern                                                                | Igelnest (Südflankenflur); Affolderner See | 51     | |
| Jürgenkopf (⊙)                                  | 461           | Große Hardt                     | 344.3        | Edertal – Hemfurth – Kleinern                                                                | Affolderner See | 49     | Blick über den Affolderner See westwärts zum Eulen- und Jürgenkopf (links); mit Peterskopf (mittig) und Blauem Kopf (rechts) |
| Arensberg Südkuppe: Mittelkuppe: Nordkuppe: (⊙) | 460 459,6 451 | Große Hardt                     | 344.3        | Vöhl – Asel-Süd                                                                              | Urwaldgebiet "Wooghölle" am Nordabhang, hoher Anteil an Altbuchen- und naturnahem Wald; Edersee                                                                                | 09     | |
| Hegeberg (⊙)                                    | 460           | Große Hardt                     | 344.3        | Vöhl – Asel-Süd – Kirchlotheim – Schmittlotheim                                              | hoher Anteil an Altbuchenwald; Edersee, Q: Elsbach | 07     | |
| Bleiberg (⊙)                                    | 459,6         | Große Hardt                     | 344.3        | Bad Wildungen – Frebershausen Edertal – Bringhausen Frankenau – Altenlotheim Vöhl – Asel-Süd | ehemaliges Bleibergwerk, Stollen wird von Fledermäusen genutzt. | 14     | |
| Großer Hegekopf (Ermerod-Nk) (⊙)                | 454,1         | Große Hardt                     | 344.3        | Edertal – Bringhausen – Hemfurth – Rehbach                                                   | | 38     | |
| Hoher Stoßkopf (⊙)                              | 451           | Große Hardt                     | 344.3        | Edertal – Bringhausen                                                                        | | 12     | |
| Wolfsberg (⊙)                                   | 442,6         | Große Hardt                     | 344.3        | Bad Wildungen – Frebershausen Edertal – Bringhausen Frankenau – Altenlotheim Vöhl – Asel-Süd | | 13     | |
| Harzberg (⊙)                                    | 440,7         | Große Hardt                     | 344.3        | Frankenau – Altenlotheim – Frankenau (Ko)                                                    | Q: Nebenbach vom Harzberg (n) | 31     | |
| Eulenkopf (⊙)                                   | 440           | Große Hardt                     | 344.3        | Edertal – Hemfurth – Kleinern                                                                | Affolderner See | 50     | Blick über den Affolderner See westwärts zum Eulen- und Jürgenkopf (links); mit Peterskopf (mittig) und Blauem Kopf (rechts) |
| Kleiner Hegekopf (Ochsenwurzelskopf-Nk) (⊙)     | 440           | Große Hardt                     | 344.3        | Edertal – Bringhausen – Hemfurth – Rehbach                                                   | | 37     | |
| Mittelrück (⊙)                                  | 440           | Große Hardt                     | 344.3        | Frankenau – Altenlotheim – Frankenau (Ko)                                                    | | 30     | |
| Rabenstein (⊙)                                  | 439,3         | Wildunger Bergland              | 344.2        | Edertal – Affoldern – Giflitz – Kleinern – Mehlen                                            | Rabensteinpforte (n), hoher Anteil an Eichen-Hainbuchen-Wald; Teich Blaue Pitsche mit seltenen Molchen; Affolderner See                                                        | 53     | Rabenstein (rechts) mit Affolderner See in Rabensteinpforte vom Peterskopf betrachtet                                        |
| Bettelkopf (⊙)                                  | 435           | Große Hardt                     | 344.3        | Vöhl – Kirchlotheim                                                                          | Q: Hundsbach | 03     | |
| Weißer Stein (Ochsenwurzelskopf-Nk) (⊙)         | 428,7         | Große Hardt                     | 344.3        | Edertal – Bringhausen – Hemfurth – Rehbach                                                   | Edersee | 39     | |
| Salzkopf (Hegeberg-Nk) (⊙)                      | 427,5         | Große Hardt, Ederseetrog        | 344.3 344.4  | Vöhl – Asel-Süd                                                                              | hoher Anteil an naturnahem Wald; Edersee | 06     | |
| Frauenberg (Nk v. Dickem Kopf) (⊙)              | 425           | Große Hardt, Wildunger Bergland | 344.3 344.2  | Edertal – Gellershausen                                                                      | | 46     | |
| Luttersböhl (⊙)                                 | 422           | Große Hardt, Ederseetrog        | 344.3 344.4  | Edertal – Bringhausen                                                                        | | 43     | |
| Schneidersberg (⊙)                              | 416,4         | Große Hardt, Lotheimer Täler    | 344.3 344.51 | Vöhl – Schmittlotheim                                                                        | | 01     | |
| Andreasburg (⊙)                                 | 403           | Große Hardt                     | 344.3        | Frankenau – Altenlotheim                                                                     | | 24     | |
| Kornberg (s. a. Kronberg) (⊙)                   | 400,4         | Große Hardt                     | 344.3        | Frankenau – Altenlotheim – Frankenau (Ko)                                                    | | 29     | |
| Kumpeskopf (⊙)                                  | 400           | Wildunger Bergland              | 344.2        | Edertal – Affoldern – Giflitz – Kleinern – Mehlen                                            | Affolderner See | 52     | |
| Ringelsberg (⊙)                                 | 400           | Ederseetrog, Große Hardt        | 344.4 344.3  | Vöhl – Asel-Süd                                                                              | hoher Anteil an naturnahem Wald | 08     | |
| Hardt (⊙)                                       | 394           | Große Hardt, Ederseetrog        | 344.3 344.4  | Vöhl – Harbshausen – Kirchlotheim                                                            | hoher Anteil an Altbuchenwald; Edersee | 05     | |
| Scharfenstein (⊙)                               | 392,1         | Große Hardt, Lotheimer Täler    | 344.3 344.51 | Frankenau – Altenlotheim                                                                     | | 22     | |
| Burberg (Ochsenwurzelskopf-Nk) (⊙)              | 385           | Ederseetrog, Große Hardt        | 344.4 344.3  | Edertal – Bringhausen – Hemfurth – Rehbach                                                   | | 40     | |
| Klingeseberg (Nk v. Dickem Kopf) (⊙)            | 380           | Wildunger Bergland              | 344.2        | Edertal – Gellershausen                                                                      | | 47     | |
| Hagenstein (Loreley des Edertals) (⊙)           | 373,5         | Große Hardt, Lotheimer Täler    | 344.3 344.51 | Vöhl – Kirchlotheim – Schmittlotheim                                                         | Aussichtsplattform ins Edertal. Wärmeliebender Eichenwald mit seltenen Pflanzen.                                                                                               | 02     | Hagenstein von Norden mit der Eder im Vordergrund                                                                            |
| Bloßenberg (⊙)                                  | 343           | Ederseetrog                     | 344.4        | Edertal – Bringhausen                                                                        | Fischhaus Banfe (n), Verbreitungsschwerpunkt der Pfingstnelke im Nationalpark, Hutewaldkomplex; Edersee                                                                        | 10     | |

## Abkürzungen
Die in der Tabelle verwendeten Abkürzungen (alphabetisch sortiert) bedeuten:
- AT = Aussichtsturm
- Ko = Kern-/Hauptort einer Gemeinde/Stadt – siehe auch Kernstadt
- n = nahe (in der Nähe)
- NHN = Normalhöhennull
- Nk = Nebenkuppe
- Nr./Nrn. = Nummer/Nummern (steht hier für Naturraum/-räume)
- NSG = Naturschutzgebiet
- Q = Quelle
- s. a. = siehe auch
- v = von, vom (steht hier für Nebenkuppe von/vom)
- WO/OW = West-Ost- und/oder Ost-West-Richtung (Objekt-Sortierungsmöglichkeit)

## Allgemeine Quellen
- Achim Frede: Naturwälder in der Region Kellerwald-Edersee, in: 2. Hessisches Naturwaldforum Buche, Wiesbaden 2009, ISBN 978-3-89274-295-1, S. 72–80
- Nationalparkplan für den Nationalpark Kellerwald-Edersee, auf nationalpark-kellerwald-edersee.de, Stand Dezember 2008 (PDF; 13,6 MB)